# محله درب شیخ

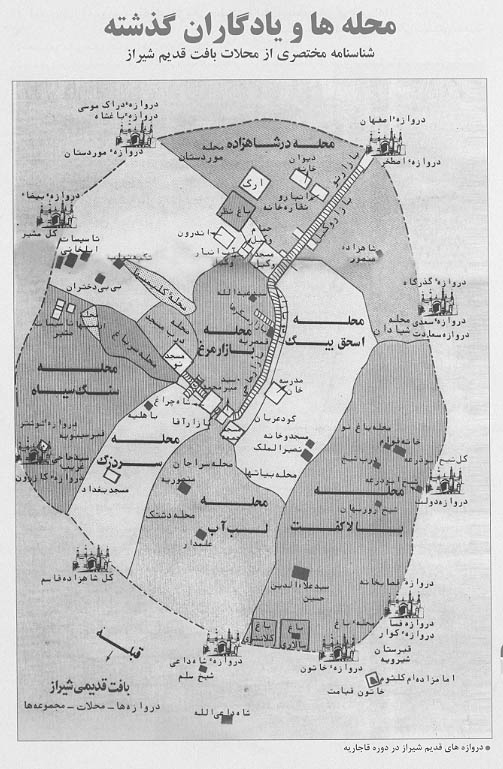
نقشه قدیمی شیراز

محله درب شیخ یا محله باغ نو از محله‌های قدیمی شهر شیراز و بخشی از محله بالا کفت شیراز می‌باشد. در زمان زندیه، کریمخان زند محله آستانه را با محله درب شیخ ادغام نمود و بالاکفت نامید. آرامگاه روزبهان بقلی فسایی در این محله واقع شده‌است. این محله در مجاورت آرامگاه سید علاءالدین حسین، نارنجستان قوام و خانه زینت الملوک قرار دارد.